# Minshan-Zwergstreifenhörnchen
Das Minshan-Zwergstreifenhörnchen (Tamiops minshanica) ist eine Hörnchenart, die im Min-Shan-Gebirge im Norden der chinesischen Provinz Sichuan vorkommt. Es wurde erst 2022 als neu entdeckte Art beschrieben und ist bisher nur aus dem Wanglang National Natural Reserve bekannt.

## Merkmale
Das Minshan-Zwergstreifenhörnchen erreicht eine Kopf-Rumpf-Länge von 12,2 bis 14 Zentimeter, hat einen 9,5 bis 10,5 Zentimeter langen Schwanz und erreicht ein Gewicht von 73 bis 95 Gramm. Die Hinterfußlänge beträgt 3,2 bis 3,3 Zentimeter und die Ohren sind 1,6 bis 1,8 Zentimeter hoch. Es wird damit etwas größer als das Küsten-Streifenhörnchen (Tamiops maritimus), bleibt im Vergleich zum Swinhoe-Streifenhörnchen (Tamiops swinhoei) aber kleiner. Wie bei anderen Baumstreifenhörnchen ist der Rücken mit drei dunkeln und vier hellen Streifen versehen. Im Sommer sind die drei mittleren dunklen Streifen schwarz, die zwei äußeren dunklen Streifen sind nur undeutlich zu sehen und nur geringfügig dunkler als das übrige hellbraune Fell. Beim weichen und dichteren Winterfell ist nur der mittlere dunkle Streifen eindeutig schwarz gefärbt. Die zwischen den dunklen Streifen liegenden hellen Streifen sind zu jeder Jahreszeit gleich hellbraun gefärbt. Der Bauch ist rostbraun. Auf der Hinterseite der Ohren sitzt ein Büschel weißer Haare. Schädel und Unterkiefer sind im Vergleich zu denen anderer Baumstreifenhörnchen robust und kräftig gebaut. Der Hirnschädel ist abgerundet, die Schnauze ist relativ kurz und verjüngt sich zu Spitze stark. Im Oberkiefer sind die Schneidezähne schmal und besitzen einen orangefarbenen Zahnschmelz, die zwei Prämolaren und drei Molaren sind cremeweiß gefärbt. Die unteren Schneidezähne sind sehr lang (ca. 17 mm).

## Lebensraum
Das Minshan-Zwergstreifenhörnchen lebt in ungestörten Nadelwäldern, Laubwäldern und Mischwäldern. Die für die Erstbeschreibung gesammelten Exemplare wurden in Höhen von 2530 bis 3004 Metern gefangen. 70 % der Bäume an der Terra typica sind hohe (⌀ 30 Meter) Tannen und Fichten. Der Unterwuchs besteht aus Sträuchern, die im Schnitt zwei Meter hoch sind und die etwa 40 % der Gesamtfläche bedecken. Gräser wachsen auf etwa 20 % der Fläche. Die Dicke der Humusschicht beträgt 20 Zentimeter.

## Systematik
Das Minshan-Zwergstreifenhörnchen wurde 2022 durch ein Wissenschaftlerteam aus China und Kanada erstmals wissenschaftlich beschrieben. Es gehört in die Gattung der Baumstreifenhörnchen (Tamiops), die aktuell aus sechs Arten besteht, die in China und Südostasien verbreitet sind. Das Minshan-Zwergstreifenhörnchen bildet allein oder zusammen mit dem Kambodscha-Streifenhörnchen (Tamiops rodolphii) die basale Schwestergruppe aller übrigen Baumstreifenhörnchen. Die Baumstreifenhörnchen sind eine von 14 Gattungen aus der Unterfamilie der Schönhörnchen (Callosciurinae).